# Gaëtan Poussin
Gaëtan Poussin (Le Mans, 13 de enero de 1999) es un futbolista francés que juega en la demarcación de portero para el Red Star F. C. de la Ligue 2.

## Biografía
Tras empezar a formarse como futbolista en el Le Mans y en el F. C. Girondins de Burdeos durante siete años, pasó a formar parte del segundo equipo. Jugó con el filial durante dos años, hasta que a mediados de 2018 firmó su primer contrato profesional con el primer equipo. Su debut se produjo el 19 de diciembre de 2018 en un partido de octavos de final de la Copa de la Liga de Francia contra el Dijon F. C. O. Su debut en liga se produjo en la jornada 38 contra el S. M. Caen el 24 de mayo de 2019.
Jugó 57 partidos con el equipo de Burdeos, 36 de ellos en la temporada 2022-23 en la que consiguió hacerse con la titularidad. Esa fue la última en el club antes de marcharse a España en julio de 2023 para jugar en la Segunda División con el Real Zaragoza. Con este equipo consiguió marcar un gol el 12 de abril de 2025 ante la S. D. Eibar que sirvió para lograr un empate.
En agosto de 2025 regresó al fútbol francés después de fichar por el Red Star F. C.

## Clubes
| Club                          | País    | Año       | Partidos | Goles |
| ----------------------------- | ------- | --------- | -------- | ----- |
| F. C. Girondins de Burdeos II | Francia | 2016-2022 | 20       | 0     |
| F. C. Girondins de Burdeos    | Francia | 2018-2023 | 57       | 0     |
| Real Zaragoza                 | España  | 2023-2025 | 38       | 1     |
| Red Star F. C.                | Francia | 2025-     |          |       |